# شتيفي غراف
شتيفي غراف (بالألمانية: Steffi Graf) (ولدت 14 يونيو 1969) هي لاعبة كرة مضرب سابقة من ألمانيا احتلت التصنيف الأول عالميا لفترة طويلة. يعتبرها الكثيرون إحدى أفضل لاعبات التنس على الإطلاق. فازت غراف بـ 22 لقب ضمن بطولات الجراند سلام. عام 1988 أصبحت أول لاعبة تفوز بالجراند سلام الذهبي عندما تمكنت من الفوز بألقاب البطولات الأربعة الكبرى إضافة إلى إحرازها الميدالية الذهبية في أولمبياد سيئول. احتلت غراف التصنيف الأول عالميا لمدة 377 أسبوع وهذا رقم قياسي قائم إلى الآن. يشار إلى أن غراف هي أول شخص يفوز بكل بطولات الفردي في الجراند سلام أربعة مرات على الأقل.
اعتزلت اللعب عام 2000. وهي الآن متزوجة من لاعب التنس الأمريكي السابق أندريه أغاسي منذ عام 2001، ولهما طفلان.

## البطولات الكبرى

### ألقاب الفردي (22)
| السنة | البطولة                   | الخصم                 | نتيجة المجموعات |
| 1987  | فرنسا المفتوحة            | مارتينا نفراتيلوفا    | 6-4, 4-6, 8-6   |
| 1988  | أستراليا المفتوحة         | كريس إيفرت            | 6-1, 7-6        |
| 1988  | فرنسا المفتوحة            | ناتاشا زفيريفا        | 6-0, 6-0        |
| 1988  | ويمبلدون                  | مارتينا نفراتيلوفا    | 5-7, 6-2, 6-1   |
| 1988  | الولايات المتحدة المفتوحة | جابريللا ساباتيني     | 6-3, 3-6, 6-1   |
| 1989  | أستراليا المفتوحة         | هيلينا سوكوفا         | 6-4, 6-4        |
| 1989  | ويمبلدون                  | مارتينا نفراتيلوفا    | 6-2, 6-7, 6-1   |
| 1989  | الولايات المتحدة المفتوحة | مارتينا نفراتيلوفا    | 3-6, 7-5, 6-1   |
| 1990  | أستراليا المفتوحة         | ماري جو فرنانديز      | 6-3, 6-4        |
| 1991  | ويمبلدون                  | جابريللا ساباتيني     | 6-4, 3-6, 8-6   |
| 1992  | ويمبلدون                  | مونيكا سيليش          | 6-2, 6-1        |
| 1993  | فرنسا المفتوحة            | ماري جو فرنانديز      | 4-6, 6-2, 6-4   |
| 1993  | ويمبلدون                  | يانا نوفوتنا          | 7-6, 1-6, 6-4   |
| 1993  | الولايات المتحدة المفتوحة | هيلينا سوكوفا         | 6-3, 6-3        |
| 1994  | أستراليا المفتوحة         | أرانشا سانشيز فيكاريو | 6-0, 6-2        |
| 1995  | فرنسا المفتوحة            | أرانشا سانشيز فيكاريو | 7-5, 4-6, 6-0   |
| 1995  | ويمبلدون                  | أرانشا سانشيز فيكاريو | 4-6, 6-1, 7-4   |
| 1995  | الولايات المتحدة المفتوحة | مونيكا سيليش          | 7-6, 0-6, 6-3   |
| 1996  | فرنسا المفتوحة            | أرانشا سانشيز فيكاريو | 6-3, 6-7, 10-8  |
| 1996  | ويمبلدون                  | أرانشا سانشيز فيكاريو | 6-3, 7-5        |
| 1996  | الولايات المتحدة المفتوحة | مونيكا سيليش          | 7-5, 6-4        |
| 1999  | فرنسا المفتوحة            | مارتينا هينغيز        | 4-6, 7-5, 6-2   |

### نهائي (9)
| السنة | البطولة                   | الخصم                 | نتيجة المجموعات |
| 1987  | ويمبلدون                  | مارتينا نفراتيلوفا    | 7-5, 6-3        |
| 1987  | الولايات المتحدة المفتوحة | مارتينا نفراتيلوفا    | 7-6, 6-1        |
| 1989  | فرنسا المفتوحة            | أرانشا سانشيز فيكاريو | 7-6, 3-6, 7-5   |
| 1990  | فرنسا المفتوحة            | مونيكا سيليش          | 7-6, 6-4        |
| 1990  | الولايات المتحدة المفتوحة | جابريللا ساباتيني     | 6-2, 7-6        |
| 1992  | فرنسا المفتوحة            | مونيكا سيليش          | 6-2, 3-6, 10-8  |
| 1993  | أستراليا المفتوحة         | مونيكا سيليش          | 4-6, 6-3, 6-2   |
| 1994  | الولايات المتحدة المفتوحة | أرانشا سانشيز فيكاريو | 1-6, 7-6, 6-4   |
| 1999  | ويمبلدون                  | ليندسي دافنبورت       | 6-4, 7-5        |

المدالية الذهبية في سيول عام 1988

## انظرأيضا
- قائمة الفائزات بفردي سيدات ويمبلدون

## روابط خارجية
- شتيفي غراف على موقع IMDb (الإنجليزية)
- شتيفي غراف على موقع الموسوعة البريطانية (الإنجليزية)
- شتيفي غراف على موقع مونزينجر (الألمانية)
- شتيفي غراف على موقع إن إن دي بي (الإنجليزية)
- شتيفي غراف على موقع قاعدة بيانات الفيلم (الإنجليزية)
- شتيفي غراف على موقع رابطة محترفات التنس (الإنجليزية)
- شتيفي غراف على موقع الاتحاد الدولي لكرة المضرب (الإنجليزية)
- شتيفي غراف على موقع كأس بيلي جين كينغ (الإنجليزية)
- شتيفي غراف على موقع قاعة مشاهير كرة المضرب الدولية (الإنجليزية)
- شتيفي غراف على موقع بطولة ويمبلدون (الإنجليزية)
- شتيفي غراف على موقع خلاصة التنس.كوم (الإنجليزية)
- شتيفي غراف على موقع اللجنة الأولمبية الدولية (الإنجليزية)
- شتيفي غراف على موقع أوليمبيديا (الإنجليزية)